# Samsung Tower Palace 3 - Tower G
Tower Palace Three Tower é um dos arranha-céus mais altos do mundo, com 264 metros (865 ft). Edificado na cidade de Seul, Coreia do Sul, foi concluído em 2004 com 73 andares.